# Cholinobaris
Cholinobaris är ett släkte av skalbaggar. Cholinobaris ingår i familjen vivlar.
Kladogram enligt Catalogue of Life:
| Cholinobaris | \| \| Cholinobaris rhomboidea \| \| \| \| |
|              | \| \| Cholinobaris rhomboidea \| \| \| \| |
|              | Cholinobaris rhomboidea                   |
|              |                                           |